# Chiesa di San Lorenzo (Mesola)
La chiesa  di San Lorenzo è la parrocchiale di Ariano Ferrarese, frazione di Mesola in provincia di Ferrara. Appartiene al vicariato di Sant'Apollinare dell'arcidiocesi di Ferrara-Comacchio e risale al XIX secolo.

## Storia
Storicamente la zona fu abitata sin dall'XI secolo e in passato Ariano nel Polesine e Ariano Ferrarese, pur se separati da un ramo del Po, il Po di Goro, formarono un unico comune.
Fu solo col XIX secolo che divennero entità amministrative separate sia dal punto di vista civile che ecclesiastico. Prima di tale data ad Ariano Ferrarese era presente una piccola chiesa ma su di essa non ci sono dati certi e documentati. Rimane confermata dalle fonti la presenza di un cappellano con funzioni militari, al servizio del posto di guardia di quell'allora luogo strategico di confine tra il restaurato Stato Pontificio (Legazione apostolica di Ferrara) al sud e il Regno Lombardo-Veneto al nord.
La prima citazione esplicita di una chiesa dedicata a San Lorenzo Martire sembra antecedente a questi fatti tuttavia uno storico locale sostiene sia stata costruita nel 1832, accanto all'argine del Po.
Papa Pio VII nel 1822 mutò la giurisdizione ecclesiastica, e Ariano Ferrarese dalla diocesi di Adria entrò a far parte della diocesi di Comacchio.
Tra il 1926 e il 1932 la chiesa precedente venne demolita in conseguenza di importanti lavori di rinforzo arginale e fu necessario un sito diverso per edificarvi il nuovo luogo di culto. Gherardo Sante Menegazzi, vescovo di Ferrara, partecipò in prima persona alla scelta e alle operazioni di acquisizione del terreno necessario. La nuova chiesa fu eretta nel 1932 e intanto, nel 1827, era stata elevata a dignità curiaziale.
Due anni dopo venne eretta la canonica ma la torre campanaria, che era stata prevista, non venne mai costruita.
Ottenne dignità parrocchiale nel 1942.
Le cappelle della navata vennero decorate nell'anno giubilare 1950.
L'ultimo intervento restaurativo che ha interessato la chiesa è stato effettuato negli anni ottanta.